# Teoría de la conspiración de reemplazo de Avril Lavigne
La teoría de la conspiración de reemplazo de Avril Lavigne es una teoría conspirativa. Según esta teoría, se sostiene que la reconocida cantante canadiense Avril Lavigne falleció en 2003, poco después del lanzamiento de su primer álbum Let Go, y fue sustituida por una doble llamada Melissa Vandella. Las pruebas utilizadas para apoyar la teoría incluyen cambios en la apariencia de Lavigne entre 2003 y la actualidad, supuestos mensajes subliminales en su siguiente lanzamiento, Under My Skin, y una sesión de fotos en la que Lavigne tiene el nombre «Melissa» escrito en la mano.

## Orígenes
Los orígenes de esta teoría se remontan al año 2011, cuando un blog brasileño publicó un artículo con el título «Avril Está Morta» (Avril está muerta, en español), lo que desató una serie de comentarios en foros de Internet que compartían supuestas pruebas sobre la sustitución de Lavigne. Sin embargo, algunas fuentes sugieren que el rumor podría haber surgido incluso en 2005. La teoría sostiene que, tras el lanzamiento de Let Go en 2002, la combinación de la presión de la fama y el fallecimiento de su abuelo sumieron a Lavigne en una profunda depresión, que eventualmente la llevó a quitarse la vida.
La teoría alega que una doble llamada Melissa fue inicialmente contratada para distraer a los paparazzi y proteger a Avril de la atención no deseada. Según esta hipótesis, Lavigne desarrolló una amistad cercana con Melissa y poco antes de la supuesta muerte de la cantante, se le enseñó a cantar y actuar como ella. Después del supuesto fallecimiento de Lavigne, la discográfica habría ocultado la noticia y reemplazado a la cantante por Melissa para seguir generando ganancias, atribuyendo a esta última todos los futuros lanzamientos de música. Gran parte de las pruebas presentadas para respaldar esta teoría se centran en la supuesta aparición y desaparición de lunares y otras imperfecciones en la piel en fotografías de Lavigne a lo largo del tiempo. Además, se menciona una sesión de fotos promocional en la que aparece el nombre de Melissa escrito en su mano.
La teoría cobró impulso en foros de Internet como ATRL y Godlike Productions, donde los fanáticos de la cantante compartieron lo que consideraban pruebas. Un post en ATRL en 2012 sugería que la Avril original podría estar viva, respaldando la afirmación con una foto que parecía mostrar a la cantante comprando queso en un momento en el que la supuesta «falsa Avril» estaría lidiando con la enfermedad de Lyme. Además de señalar cambios en su aspecto, la teoría afirma que hay mensajes subliminales en el título y las imágenes del segundo álbum de Avril, Under My Skin, así como en las letras de canciones como «My Happy Ending», «Together» y «The Best Years of Our Lives», de Evan Taubenfeld. El blog original sugiere además que Melissa se siente culpable por «participar en esta farsa», lo que lleva al mensaje subliminal.

## Popularidad
Fuera de Brasil, la teoría comenzó a ganar fuerza en los Estados Unidos en octubre de 2015, cuando el reportero de BuzzFeed, Ryan Broderick, tuiteó sobre «Avril Está Morta». En una publicación de BuzzFeed, Broderick aclaró el contexto detrás de su tuit, mencionando que al examinar el blog original, se hizo evidente que la teoría del reemplazo de Lavigne era una creación ficticia y un engaño deliberado. El blog, según Broderick, tenía la intención de ilustrar cómo las teorías conspirativas pueden ser convincentes y parecer verdaderas, a pesar de carecer de fundamentos reales.
El rumor sobre la supuesta muerte de Lavigne y su reemplazo tomó fuerza en mayo de 2017, cuando un estudiante de secundaria publicó en Twitter que la cantante había fallecido y había sido sustituida a fines de 2003. Este hilo se propagó rápidamente y fue retuiteado más de un cuarto de millón de veces. El tuit citaba discrepancias en la apariencia facial de la cantante, su estilo de moda y su escritura como supuestas pruebas de su muerte y sustitución. El hilo de Twitter guarda una gran similitud con la conspiración previa, pero con una diferencia significativa: ahora se sugiere que Under My Skin fue creado utilizando grabaciones preexistentes de la verdadera Avril Lavigne.

## Respuesta
La primera vez que Avril Lavigne respondió a los rumores fue en 2014, durante una entrevista para el programa de televisión brasileño Pânico na Band, durante su gira The Avril Lavigne Tour. En la entrevista, le preguntaron sobre los rumores en línea que afirmaban que «había muerto y había sido sustituida por un clon». Lavigne respondió sorprendida, indicando que era la primera vez que escuchaba sobre ese rumor y agregó con humor: «Bueno, estoy aquí, y estoy aquí en Brasil». En un vídeo de esa entrevista, subido al canal oficial de YouTube del programa, se pueden ver imágenes del blog, el cual fue responsable de iniciar los rumores.
Después de que la teoría resurgiera a nivel mundial en 2017, Lavigne abordó nuevamente los rumores en una transmisión en vivo de preguntas y respuestas en Facebook en noviembre de 2017. Un fanático le preguntó si estaba muerta, a lo que Lavigne respondió con contundencia: «No, no estoy muerta. Estoy aquí». Además, Lavigne añadió que la teoría surgió porque «la gente está aburrida y necesita algo de lo que hablar». La cuestión volvió a ser abordada en una entrevista en noviembre de 2018 con la emisora australiana KIIS 106.5. Cuando le preguntaron sobre la teoría, Avril Lavigne respondió con sorpresa y un toque de humor: «Algunas personas piensan que no soy la verdadera yo, ¡lo cual es tan raro! Como, ¿por qué siquiera pensarían eso?». Los presentadores de radio, Kyle y Jackie O, mencionaron en su programa que Lavigne «en realidad nunca negó rotundamente» haber sido sustituida, y sugirieron que las dificultades tecnológicas durante la entrevista fueron una sospechosa coincidencia.
En una entrevista de 2019 con Entertainment Weekly, Lavigne abordó la teoría directamente, describiéndola como un «tonto rumor de Internet» y expresando su asombro de que la gente llegara a creer en algo tan descabellado. Lavigne dejó en claro su posición y la falta de fundamento detrás de la teoría del reemplazo.
Además, en una entrevista de 2022 para Galore Magazine, Lavigne volvió a mencionar el rumor y compartió su perspectiva: «Es gracioso porque todo el mundo dice que tengo el mismo aspecto, pero luego está eso. Eso no tiene ningún sentido. Además, ¿qué casualidad? La gente saca el tema, y me lo han sacado durante años, que hay una teoría conspirativa de que no soy yo o algo así... ¿que soy un clon? ¿Que soy un clon? No sé, es un rumor de lo más extraño».
El creador del blog que originó la conspiración se había disculpado públicamente y había modificado toda la entrada del blog para afirmar que Avril nunca había muerto. Reconoció que el blog era simplemente una forma de mostrar cómo las teorías conspirativas pueden parecer convincentes, a pesar de carecer de base real.